# Peterhouse
Peterhouse je nejstarší kolejí Univerzity v Cambridgi. V roce 1284 ji založil Hugo de Balsham, biskup z Ely. Počtem studentů se jedná také o nejmenší kolej univerzity, přesto se Peterhouse může pyšnit pěti nositeli Nobelovy ceny, kterými jsou Sir John Kendrew, Sir Aaron Klug, Archer Martin, Max Perutz a Michael Levitt. Nejznámějším absolventem koleje Peterhouse však zůstává lord Kelvin, který ji v roce 1884 vybavil k šestistému výročí jejího založení elektrickým osvětlením.